# Dimanche, le miroir de la semaine
Pour les articles homonymes, voir Dimanche (homonymie) et Le Miroir.
Dimanche, le miroir de la semaine, est un hebdomadaire français, créé le 17 juin 1945 par la Librairie Jules Tallandier.

## Historique
Fondé en 1945 par Tallandier, alors installé au 75 de la rue Dareau dans le 14e arrondissement de Paris, Dimanche, le miroir de la semaine, est un magazine d'actualités généraliste paraissant chaque dimanche.
Il traite de tous les sujets de société sauf de politique : économie, histoire, littérature, arts. Son directeur de publication est Raymond Lyon, son rédacteur en chef est Édouard Aujay.
Le journal s'est successivement intitulé Dimanche, le miroir de la semaine, jusqu'au numéro 79, puis Paris-Dimanche, le miroir de la semaine, à partir du numéro 80 du 22 décembre 1946.
Sauf indications contraires, ce magazine a paru du 17 juin 1945 au 4 juillet 1948.

## Détails des numéros parus
- 1re année : n°1 du 17 juin 1945 au n°29 du 30 décembre 1945
- 2e année : n°30 du 6 janvier 1946 au n°81 du 29 décembre 1946
- 3e année : n°82 du 5 janvier 1947 au n°133 du 28 décembre 1947
- 4e année : n°134 du 4 janvier 1948 au n°160 du 4 juillet 1948